# Antonio da Negroponte

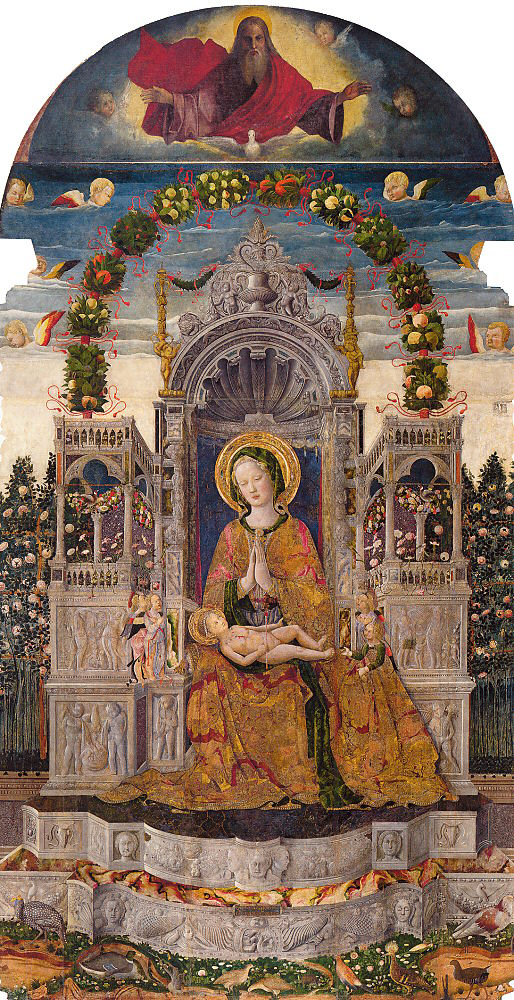
Antonio da Negroponte: Thronende Maria mit dem Kinde; Venedig, San Francesco della Vigna

Antonio da Negroponte (tätig in der 2. Hälfte des 15. Jahrhunderts in Venedig) war ein italienischer Maler und wahrscheinlich auch Geistlicher. Es gibt noch die Namensvarianten Antonios o Chalkideus und Antonio Falier; die bevorzugte Schreibweise beim Kunsthistorischen Institut in Florenz ist Antonio da Negroponte.
Antonio da Negroponte ist vielleicht der Sohn griechischer Eltern. Er stammte wahrscheinlich von der zum venezianischen Kolonialgebiet gehörenden Insel Negroponte. Ausgebildet wurde er vermutlich in Venedig oder Padua, wo er wohl auch teilweise tätig war. Genaue Daten zu seinem Leben sind kaum bekannt. Vermutlich ist er mit jenem Antonio Faliro identisch, der 1469 von Jacopo Bellini in einer Geldangelegenheit verklagt wurde. In zwei weiteren Schreiben aus den Jahren 1449 und 1497 wird ebenfalls ein Frate Antonio da Negroponte erwähnt, der vermutlich auch jeweils mit ihm identisch ist.
Das einzige sichere Zeugnis von seiner Existenz ist ein großes mit „FRATER ANTONIVS/DE NEGROPON PINXIT“ signiertes Altarbild mit der Darstellung einer Thronenden Maria mit dem Kinde, das im 16. Jahrhundert von fremder Hand mit einem lünettenartigen Rundbogen ergänzt wurde. Es befindet sich in der venezianischen Kirche San Francesco della Vigna und an ihm zeigt sich die Handschrift eines Künstlers an der Schwelle der Gotik zur Renaissance, der es verstand, seine Figuren lebensecht und den Hintergrund naturnah darzustellen. Aufgrund der Nähe zu gleichzeitigen Arbeiten des Bartolomeo Vivarini wird das Bild heute allgemein in das 3. Viertel des 15. Jahrhunderts datiert. Ausgehend von dem Bild wurde versucht, dem Künstler weitere Arbeiten zuzuweisen, von denen lediglich eine weitere Thronende Maria mit dem Kinde im Oratorio della Discplina in Legnago größere Anerkennung erfuhr.